# Karl Ludolf Menzzer
Karl Ludolf Menzzer (auch Carl Ludolf Menzzer; * 7. März 1816 in Halle (Saale); † 11. Januar 1893 in Rostock) war ein deutscher Philologe und Naturphilosoph.

## Leben
Als Sohn des Königlichen Postdirektors in Halle besuchte Menzzer das Pädagogium und das Domgymnasium Halberstadt. Nach dem Abitur studierte er ab 1836 Philosophie und Mathematik an der Martin-Luther-Universität Halle-Wittenberg. 1838 wurde er Mitglied des Corps Marchia Halle. Nachdem er im selben Jahr an die Friedrich-Wilhelms-Universität Berlin gewechselt war, ging er wegen seines schwerkranken Bruders für das Wintersemester 1840/41 an die Albertus-Universität Königsberg. Als Gasthörer hörte er dort die berühmten Professoren Friedrich Wilhelm Bessel, Carl Gustav Jacob Jacobi, Karl Rosenkranz und Friedrich Burdach.
Weihnachten 1841 wurde er an der Universität Jena zum Dr. phil. promoviert. Die Lehrbefugnis erhielt er ein Jahr später in Halle. Nach dem Probejahr blieb er bis zur Pensionierung an der Höheren Bürgerschule in Halberstadt. 1880 wurde zum Gymnasialprofessor ernannt.
Menzzer befasste sich eingehend mit der Astronomie. 1852 errichtete er in der Nähe von Halberstadt eine kleine Sternwarte. Er berechnete die Sonnenfinsternis vom 15. März 1858 und die Lage der magnetischen Erdpole. 1853 wiederholte er den Foucaultschen Pendelversuch im Naumburger Dom und in vielen Kirchen der näheren und weiteren Umgebung. Die Vorführung in Bremerhaven bescherte ihm seine Braut, die Tochter eines wohlhabenden Kaufmanns. Da er glaubte, dass die Pendelausschläge im Erdinnern geringer als an der Erdoberfläche sein müssten, unternahm er den Versuch in der Grube Samson, dem tiefsten Schacht des Silberbergwerks in Sankt Andreasberg. Seine Annahme erwies sich als richtig.
Seine wichtigste wissenschaftliche Leistung besteht in der ersten und bisher einzigen deutschen Gesamtübersetzung von De revolutionibus orbium coelestium, des Hauptwerks von Nikolaus Kopernikus.
Menzzer war Ehrenmitglied des Copernicus-Vereins für Wissenschaft und Kunst.

## Werke
- Lehre vom Luftdruck in ihrem Prinzipe als unlogisch erwiesen, nebst einer Fundamental–Theorie über das Barometer und die Schwere. Halberstadt 1845
- Allgemeine Einleitung in die Naturphilosophie und Theorie der Schwere. Halberstadt 1847
- Die Naturphilosophie und der Hegelianismus. Halberstadt 1847
- Die Entdeckung des Planeten Pluto. Halberstadt 1862
- Nicolaus Coppernicus aus Thorn Über die Kreisbewegungen der Weltkörper. Durchgesehen und mit einem Vorwort von Moritz Cantor. Nürnberg, Thorn 1879